# Museo Regional de antropología Juan Alfredo Martinet

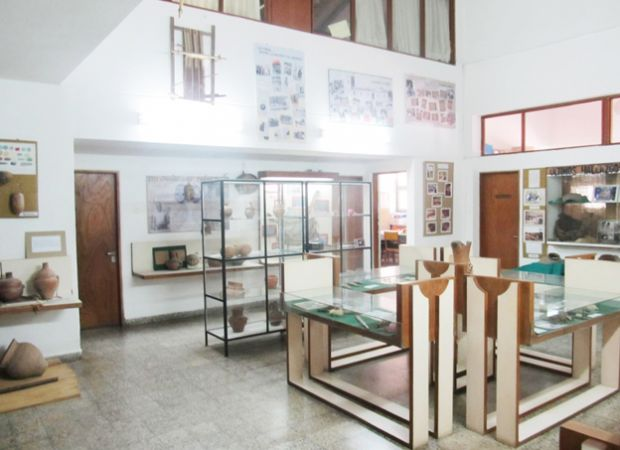
Museo Regional de antropología Juan Alfredo Martinet

El museo Regional de antropología Juan Alfredo Martinet está ubicado en la ciudad de Resistencia y sirve para conocer las raíces de la región del Chaco y sus habitantes.
El museo surgió espontáneamente, a consecuencia de las investigaciones arqueológicas realizadas en el sitio del km 75, Chaco. Los materiales exhumados en el campo se llevaban al Instituto de Historia para su estudio, preservación y exhibición. Así, fue ocupando un espacio significativo que culminó con la creación del Museo. El ámbito destinado a la exposición, el laboratorio y el depósito, fue organizado con el objetivo de estudiar e investigar a través de los restos materiales, las sociedades indígenas de la región del Chaco y difundir sus resultados.
Al crearse el Instituto de Historia en el año 1969, pasó a depender del mismo. Una vez organizado en secciones, con sus objetivos, funciones, personal y actividades diseñadas, se creó  oficialmente en septiembre de 1979 con el nombre de Juan Alfredo Martinet, en reconocimiento al pionero de la arqueología del Chaco y descubridor de las ruinas de la ciudad colonial de Concepción del Bermejo (1585-1632) identificada con el sitio del km.75
En este museo se puede visitar la colección arqueológica de restos cerámicos procedentes de la ciudad española de Concepción del Bermejo (1585-1632) fundada en el Chaco por Juan Torre de Vera y Aragón y objetos etnográficos de las poblaciones indígenas de la región del Chaco..

## Restos encontrados
Algunos restos que se encontraron fueron:
- Gran recipiente con decoración pintada, forma guardas con ciervos y corazones atravesados por flechas.
- Botellón con cuello, forma única de época colonial procedente del sitio Km75 Chaco.
- Candelabros, seguramente pertenecientes a la iglesia de la ciudad de Concepción (1585-1632).
- Pipas de arcilla; algunas con restos de tabaco u otras hierbas utilizadas por los indios pobladores de la ciudad de Concepción; algunas con guardas decorativas; un hornillo de pipa con rostro antropomorfo.
- Hachas de piedra, intrusivas en la región del Chaco.
- Las zonas limítrofes a la región aportan gran riqueza de testimonios arqueológicos: las cabecitas de loro del Litoral; pucos y cuencos de cerámica y piedras de malaquita, da las Selvas Occidentales; gran urna guaraní para conservar el cadáver.
- Recipiente de cerámica con decoración pintada en guardas, para la cocción del maíz (abatí). Chiriguano-Chañé. Chaco salteño.
- Instrumentos musicales de distintos grupos: flauta de metal y caja con parches de cuero utilizados en el Carnaval Chiriguano-Chañé. Chaco salteño.
- Violín de lata. Ejemplares pertenecientes a los Toba (Barrio Toba de Resistencia); Mocoví (El Pastoril); y Mataco (Nueva Pompeya).
- Arco musical de los mataco-wichí. Pozo el Sapo- Chaco.
- Trompe o arpa judía; varios ejemplares. Matacos de Pozo el Sapo- Chaco.
- Bolsas tejidas en fibra vegetal (chaguar) con decoraciones de motivos geométricos. Grupo mataco-wichí del Chaco Austral.
- Telar que muestra el proceso de la técnica del tejido. Matacos de Misión Nueva Pompeya. Chaco.
- Ollas y botijos utilizados en las actividades domésticas por los Matacos del Chaco Austral.